# Mauro Richeze Araquistain
Mauro Abel Richeze Araquistain (Buenos Aires, 7 de desembre de 1985) és un ciclista argentí, professional del 2008 al 2013. Combina la pista amb la carretera. Ha guanyat diverses medalles als Campionats Panamericans en pista i en ruta.
Els seus germans Roberto i Maximiliano també s'han dedicat professionalment al ciclisme.

## Palmarès en pista
- 2013
  - Campió panamericà en persecució per equips

## Palmarès en ruta
- 2006
  - Vencedor d'una etapa a la Doble Bragado
- 2007
  - 1r a l'Astico-Brenta
  - 1r a La Popolarissima
  - Vencedor d'una etapa a la Doble Bragado
- 2008
  - Vencedor d'una etapa al Tour de Langkawi
- 2011
  - Vencedor d'una etapa a la Volta a l'Uruguai
- 2012
  - Vencedor d'una etapa al Tour de Corea
  - Vencedor d'una etapa al Tour de Kumano
- 2013
  - Vencedor de 2 etapes al Mzansi Tour
  - Vencedor d'una etapa a la Fletxa del sud
  - Vencedor de 2 etapes a la Volta a Sèrbia
- 2015
  - Vencedor d'una etapa a la Doble Bragado
  - Vencedor de 2 etapes a la Volta a Costa Rica
- 2016
  -  Campionat de l'Argentina en ruta
  - Vencedor d'una etapa a la Volta a la Independència Nacional
  - Vencedor d'una etapa a la Volta a San Juan
- 2017
  - Vencedor d'una etapa a la Volta a l'Uruguai
  - Vencedor de 2 etapes a la Volta a Xile